# Driftwood (Washington)
Driftwood je nezačleněná obec v okrese Thurston v americkém státě Washington. Nachází se nedaleko hlavního města státu, Olympie, a je domovem univerzity The Evergreen State College.